# Hexodon unicolor
Hexodon unicolor är en skalbaggsart som beskrevs av Olivier 1789. Hexodon unicolor ingår i släktet Hexodon och familjen Dynastidae.

## Underarter
Arten delas in i följande underarter:
- H. u. convexus
- H. u. gigas
- H. u. megaspilota